# Selaginella glossophylla
Selaginella glossophylla är en mosslummerväxtart som beskrevs av Arthur Hugh Garfit Alston. Selaginella glossophylla ingår i släktet mosslumrar, och familjen mosslummerväxter. Inga underarter finns listade i Catalogue of Life.